# Gerard de Geergletsjer
De Gerard de Geergletsjer is een gletsjer in Nationaal park Noordoost-Groenland in het oosten van Groenland. 
De gletsjer is vernoemd naar de Zweedse geoloog en geomorfoloog Gerard de Geer.

## Geografie
De gletsjer mondt in het zuiden uit in het Isfjord. Ongeveer de laatste 25 kilometer stroomt de gletsjer noord-zuid. Daarvoor loopt komt ze uit het westen over een afstand van ongeveer 25 kilometer. Op ongeveer 50 kilometer voor de gletsjertong komen drie grote gletsjertakken samen, een uit het noordoosten, een uit het noordwesten en een uit het zuidwesten. De noordelijke tak is nog eens meer dan 25 kilometer lang, net als de andere twee grote takken. Daarnaast zijn er diverse kleinere takken die onderweg met de hoofdtak samenvloeien.
De gletsjer met zijn noordoostelijke tak vormt de westelijke begrenzing van Andréeland. Ten zuiden van de gletsjer ligt het Louise Boydland. In het verlengde van de noordwestelijke tak ligt de Eversgletsjer en in het verlengde van de zuidwestelijke tak de Hamberggletsjer.